# Proceso de Vinaroz
El Proceso de Vinaroz o Manifiesto de Vinaroz (en catalán, Procés de Vinaròs) fue un proceso político de la izquierda independentista de los llamados Países Catalanes (Cataluña, Comunidad Valenciana y las islas Baleares), celebrado en Vinaroz (Castellón) el 2 de abril de 2000, con el objetivo, según el manifiesto, de dotar a esta corriente de las estructuras imprescindibles para la obtención de la independencia política, la unidad nacional y la justicia social del pueblo catalán (considerado en un sentido amplio y que afectaría territorialmente a las comunidades autónomas de Cataluña, Comunidad Valenciana, Islas Baleares y algunos territorios de Aragón). Entre las organizaciones participantes se encontraban Endavant, Moviment de Defensa de la Terra, Maulets, y diversos colectivos y entidades independentistas.
La iniciativa surgió para organizar a los distintos grupos de ideologías afines, y sin embargo en ocasiones enfrentados, en una estrategia común. El proceso se plasmó en noviembre de 2002 con la creación de la Coordinadora de l'Esquerra Independentista y un mes más tarde con la constitución de la Assemblea Popular Comarcal del Tarragonès. Posteriormente, como consecuencia del mismo proceso, se crearon la Candidatura de Unidad Popular y Alerta Solidària, un colectivo antirepresivo de la izquierda independentista catalana.